# Iwami Ginzan
Iwami Ginzan var en silvergruva i Shimane prefektur på ön Honshu i Japan. Den blev ett världsarv 2007.

## Gruvans historia

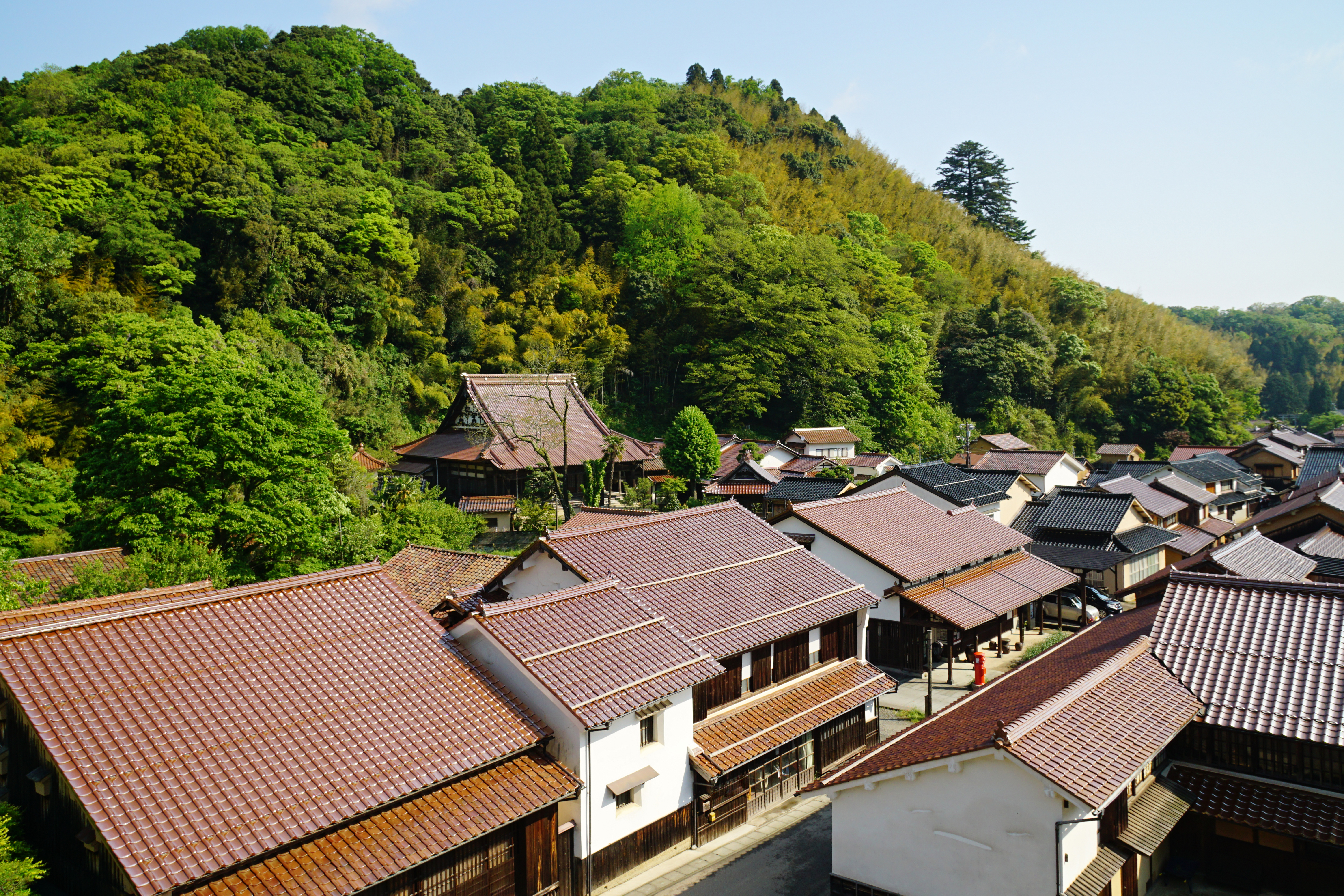
Ōmori Ginzan

Gruvan grundades 1526, under daieiperioden, mitt under den kaotiska sengoku-tiden, av den japanske handelsmannen Kamiya Jutei. Produktionen var som störst på 1600-talet då man producerade omkring 38 ton silver, vilket på den tiden motsvarade en tredjedel av världsproduktionen.
Silvret från gruvan användes mestadels till mynt. Det rådde hård kamp om kontrollen av gruvan fram tills Tokugawashogunatet tog kontroll av den år 1600 som ett resultat av slaget vid Sekigahara samma år. Senare säkrades den med hjälp av staket och barrikader av tallträd. Yamabukislottet byggdes i områdets mitt.
Silverproduktionen sjönk på 1800-talet och hade problem att konkurrera med andra gruvor och stängdes slutligen.

## Världsarvsområdet
Delar av gruvorten är än idag i gott skick och japanska regeringen har gjort den till ett speciellt skyddsdistrikt för grupper av historiska byggnader. I juli 2007 sattes Iwami Ginzan upp på världsarvslistan trots att ICOMOS utvärdering inte ansåg platsen ha ett ”enastående globalt värde”.